# Ruée vers l'or au Victoria
 (janvier 2023).
Si vous disposez d'ouvrages ou d'articles de référence ou si vous connaissez des sites web de qualité traitant du thème abordé ici, merci de compléter l'article en donnant les références utiles à sa vérifiabilité et en les liant à la section « Notes et références ».

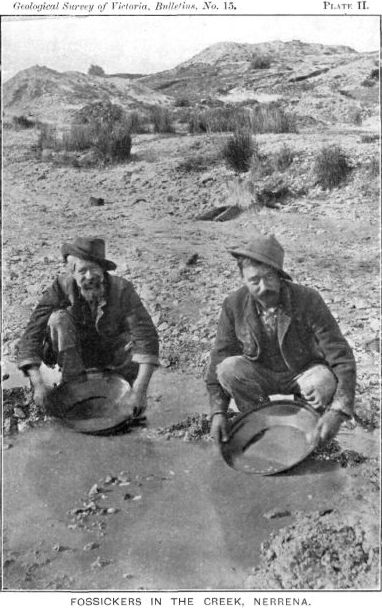
Chercheurs d'or.

La ruée vers l'or au Victoria a été une période de l'histoire du Victoria, en Australie, environ entre 1851 et la fin des années 1860, où le pays va connaître une métamorphose complète du fait de la découverte du métal précieux. En moins de 20 ans, sa population a presque triplé.

## Présentation
Au cours de cette époque, le Victoria sera le premier pays producteur d'or du monde.
Les découvertes d'or à Beechworth, Ballarat et Bendigo ont déclenché une ruée vers l'or semblable à la ruée vers l'or en Californie. À son apogée, quelque deux tonnes d'or par semaine seront vendues dans le bâtiment du Trésor à Melbourne.
Cette époque a évolué d'une économie de pâturage de moutons par des squatters, à une amorce d'industrie et de petites communautés agricoles. L'impact social de l'or fit que la population du Victoria était florissante et le manque de terres disponibles pour l'agriculture a petit à petit généré des tensions sociales énormes.
Melbourne fut une ville-champignon au cours de cette époque. La ville devint le centre de la colonie avec les réseaux ferroviaires irradiant vers les villes régionales. Politiquement, les chercheurs d'or introduisirent le droit de vote pour les hommes à bulletins secrets, sur la base des principes chartistes. Lorsque la production d'or a diminué, les pressions pour les réformes agraires, le protectionnisme et les réformes politiques progressèrent et générèrent des luttes sociales. Une réunion sur les terres à Melbourne au cours de l'année 1857 exigea une réforme agraire. Melbourne, ou « Smellbourne » (en raison de la puanteur des tanneries le long du fleuve), était devenu l'une des grandes cités de l'Empire britannique et du monde. À la suite de la découverte de l'or, d'énormes quantités de Chinois arrivèrent en 1854. Leur particularisme culturel, leur présence sur les champs aurifères de Bendigo, Beechworth et le quartier Bright ainsi que l'exportation de grandes quantités d'or en Chine entraîne des émeutes, des taxes d'entrée, des meurtres et une ségrégation qui furent les fondements de la politique de l'Australie blanche. En bref, la ruée vers l'or a été un événement révolutionnaire qui a remodelé le Victoria, sa société et la politique.